# Straat Nares
De Straat Nares (of ook wel Straat van Nares, Engels: Nares Strait, Deens: Nares Strædet) is een zeeweg tussen de Baffinbaai en de Lincolnzee, ten westen van Groenland en ten oosten van Nunavut (Canada).
De lengte is ongeveer 700 km en de breedte op het smalste punt 24 km.
In de straat ligt het Hanseiland, dat van 1973 tot 2005 toneel was van een grensconflict, de Whisky-oorlog.
In 1964 werd de naam van de waterweg vastgesteld door de Deense en Canadese regering. De zeestraat werd genoemd naar de Britse marine-officier George Strong Nares. 